# 均州
均州，隋朝时设置的州，在今湖北省境。
开皇五年（585年），改丰州为均州，州名取自均水。大业元年（605年），均州废。义宁二年（618年），以淅阳郡的武当县和均阳县置均州。唐朝贞观元年（627年），均州废，二县改隶淅州。贞观八年（634年），以武当县、郧乡县复置均州。曾改名为武当郡。土贡：山鸡尾、麝香。户九千六百九十八，口五万八百九。下领三县：武当县、郧乡县、丰利县。
明朝时，均州属襄阳府。洪武二年（1369年）七月，州治武当县省入均州。所属郧县于成化十二年（1476年）归郧阳府。民国初年，全国废州改县，均州改为均县。均州城已淹没于丹江口水库下。
| 唐朝均州辖县 | 唐朝均州辖县                                           |
| ------------ | ------------------------------------------------------ |
| 618年        | 武当县、均阳县、平陵县                                 |
| 624年        | 武当县、均阳县（废除平陵县）                           |
| 625年        | 武当县（郧乡县、安福县、堵阳县来属，废除均阳县）       |
| 627年        | 废除均州（武当县、郧乡县改属淅州；废除安福县、堵阳县） |
| 634年        | 重设均州，武当县、郧乡县、丰利县                       |
| 659年        | 武当县、郧乡县、丰利县                                 |

## 刺史
| 唐朝夔州刺史 - 姚简（630年） - 马懿（贞观年间） - 赵慎微（武周时） - 崔玄暐（706年） - 李重福（景龙年间） - 朱崇庆（唐睿宗时） - 何延之（722年） - 张九章（737年） - 王英（开元年间） - 武当郡太守 | - 李长（唐肃宗时） - 李洧（唐肃宗时） - 萧孚（唐肃宗时） - 卢传礼（大历年间） - 陈皆（建中年间） - 杨偁（783年，未任） - 裴叔猷（贞元年间） - 殷某（贞元年间） - 吕温（808年，未任） - 宇文宿（元和年间） - 卢钧（大和年间） - 李潘（837年） - 韦正贯（会昌年间） - 高证（851年） - 郑某（大中年间） - 孙瑝（大中末年） - 卢轺（869年—871年） - 吕烨（884年） - 冯行袭（885年） - 孔纬（890年—895年） - 冯行袭（905年—907年） - 卢玄明 |